# 333 Баденія
333 Баденія (333 Badenia) — астероїд головного поясу, відкритий 22 серпня 1892 року Максом Вольфом.
Тіссеранів параметр щодо Юпітера — 3,190.